# Ilha Annenkov

Mapa mostrando a ilha Annenkov

A ilha Annenkov (54° 29′ S, 37° 05′ O) fica a oeste da ilha principal, Geórgia do Sul. Possui superfície irregular, 6 km de extensão e 650 m de altitude, afastando-se 13 km da costa central-sul de Geórgia do Sul. Foi descoberta em janeiro de 1775 por uma expedição britânica.